# Xanthidrol
Xanthidrolul (9H-xanten-9-ol) este un compus organic cu formula chimică C13H10O2. Este utilizat pentru determinarea nivelelor de uree din sânge.
Xanthidrolul este pseudobaza sărurilor de xantiliu, similare sărurilor de piriliu și de benzopiriliu:pp 676

## Obținere
Xanthidrolul se poate obține în urma reacției de reducere a xantonei cu  zinc și hidroxid alcalin.:pp 676-677

## Proprietăți
Este instabil cu o mare tendință de a elimina apă. Se poate condensa cu fenoli și amine aromatice.
Poate da reacție de disproporționare cu obținere de xantenă și xantonă prin tratare cu acid clorhidric diluat intermediar fiind un ion de xantiliu.